# Djebel Abderrahmane
Djebel Abderrahmane o Djebel Sidi Abd Er Rahmane és una zona muntanyosa de la governació de Nabeul, delegació de Korbous a Tunísia, a la part centro oriental de la península de Cap Bon. Aquesta zona és de matolls de la classe Quercus coccifera, i ha estat declarada àrea natural sensible per a la seva protecció.